# Албай (провінція)
Албай (філ.: Lalawigan нг Albay) — провінція в регіоні Бікол на південному сході острова Лусон на Філіппінах. Адміністративним центром є місто Легаспі. Поряд з містом розташований вулкан Майон, який є окрасою провінції та місцем паломництва туристів. Площа провінції становить 2 575,77 км2.
Албай межує з провінцією Південний Камаринес на півночі та провінцією Сорсогон на півдні. В провінції розташований біосферний заповідник, який є домом для 182 наземних видів рослин, з яких 46 є ендемічними для Філіппін. Морські води і прибережні райони заповідника забезпечують середовище проживання для п'яти з семи відомих у світі видів морських черепах, а також мангрових лісів та екосистем морських водоростей.
Рельєф провінції гористий з розкиданими родючими долинами та рівнинами. Адміністративно Албай поділяється на 18 муніципалітетів та три незалежних міста (Легаспі, Лігао, Табако).